# 18125 Brianwilson
18125 Brianwilson (2000 OF) là một tiểu hành tinh vành đai chính được phát hiện ngày 22 tháng 7 năm 2000 bởi J. Broughton ở Reedy Creek Observatory.